# Joanna Hagen
Joanna Hagen (* 13. Juni 1971 in Danzig) ist eine deutsche parteilose Kommunalpolitikerin. Seit 2022 ist sie stellvertretende Bürgermeisterin von Lübeck.

## Leben
Nach dem Abitur am Ernst-Barlach-Gymnasium Kiel 1991 nahm sie ein Architekturstudium an der Gottfried Wilhelm Leibniz Universität Hannover auf, das sie 1997 mit Diplom abschloss. Anschließend war sie freiberuflich in Architekturbüros in Hannover und Hemmingen tätig. Sie absolvierte ein Referendariat bei der Oberfinanzdirektion in Hannover, das sie 2001 mit dem 2. Staatsexamen abschloss. Sie war Fachgruppenleiterin beim Staatlichen Baumanagement Niedersachsen in Lüneburg, Fachbereichsleiterin sowie kommissarische Amtsleiterin beim Amt für Bundesbau in Kiel und Geschäftsbereichsleiterin bei der Gebäudemanagement Schleswig-Holstein in Kiel.
Seit dem 1. Mai 2017 ist sie Senatorin der Stadt Lübeck. Sie ist zuständig für den Fachbereich Planen und Bauen. Am 19. Mai 2022 wurde sie für den Rest ihrer sechsjährigen Amtszeit zur stellvertretenden Bürgermeisterin gewählt. Am 26. Januar 2023 wurde sie als Senatorin wiedergewählt. Infolge der Kampfkandidatur gegen einen CDU-Kandidaten zerbrach die Große Koalition in der Lübecker Bürgerschaft. Am 30. März 2023 wurde sie auch als stellvertretende Bürgermeisterin bestätigt.
Hagen ist parteilos.